# Etwashäuser Ortsbefestigung

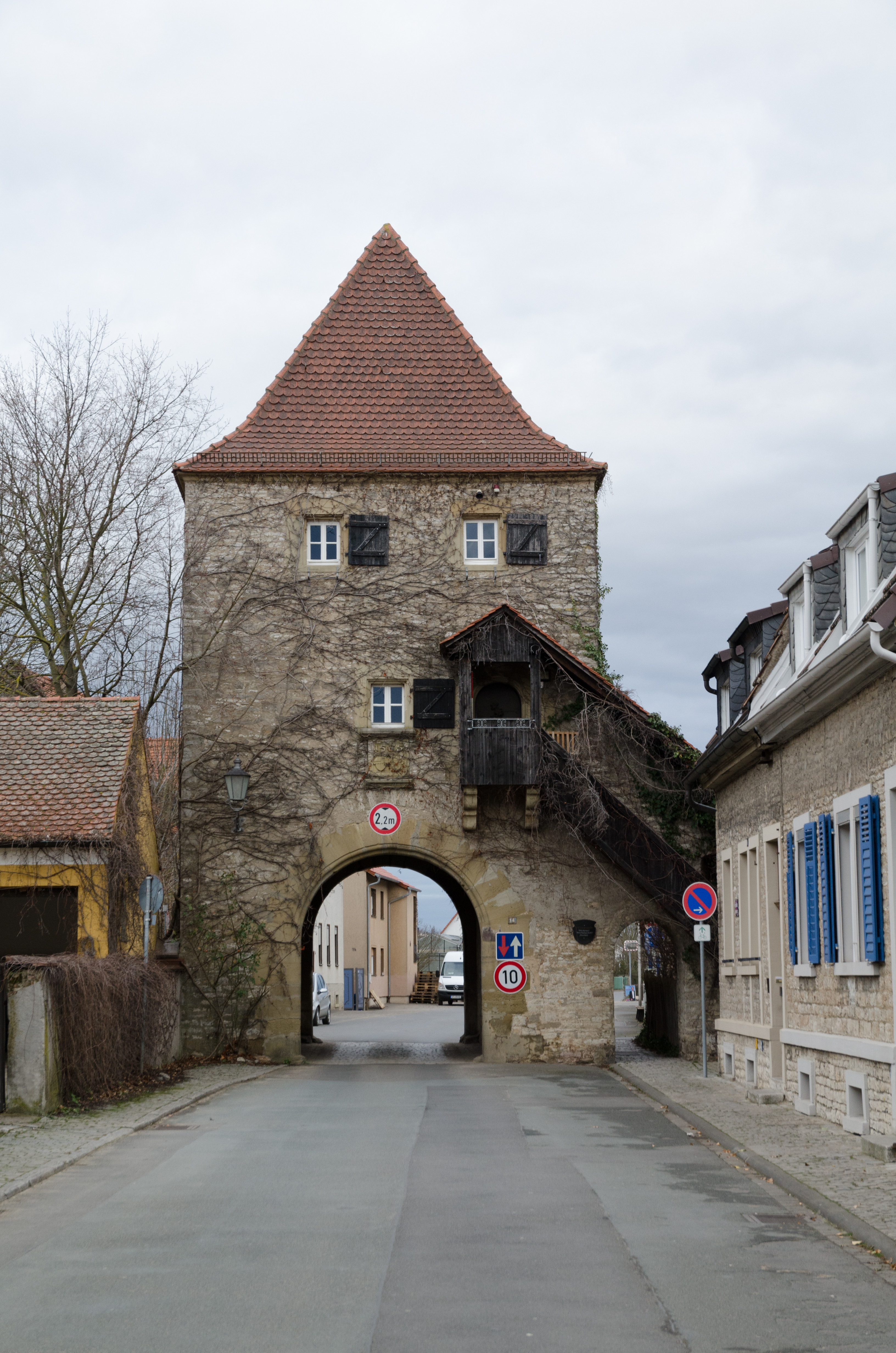
Das Großlangheimer Tor bildet eines der letzten erhaltenen Reste der Ortsbefestigung

Die Reste der Etwashäuser Ortsbefestigung umgeben den Kern des unterfränkischen Etwashausen. Die Befestigung bildete eine wehrtechnische Einheit mit der Kitzinger Stadtbefestigung auf der gegenüberliegenden Mainseite. Sie wurde im 15. Jahrhundert errichtet und in den folgenden Jahrhunderten um- und ausgebaut.

## Geschichte
Das Dorf Etwashausen bildete bereits bei seiner ersten Nennung im 8. Jahrhundert eine Einheit mit dem gegenüberliegenden Kitzingen. Beide Orte lagen an den Endpunkten einer Furt durch den Main, über die im Hochmittelalter eine steinerne Brücke führte. Die beiden Orte wuchsen noch enger zusammen und bildeten als Stadt und Vorstadt eine wehrtechnische Einheit. Mit dem Bau der zweiten Kitzinger Befestigung wurde das linksmainische Etwashausen in die Anlagen einbezogen. Die Etwashäuser mussten ihre Stadtmauern selbst unterhalten, deshalb erreichten sie  nicht die Qualität der Kitzinger Befestigung.

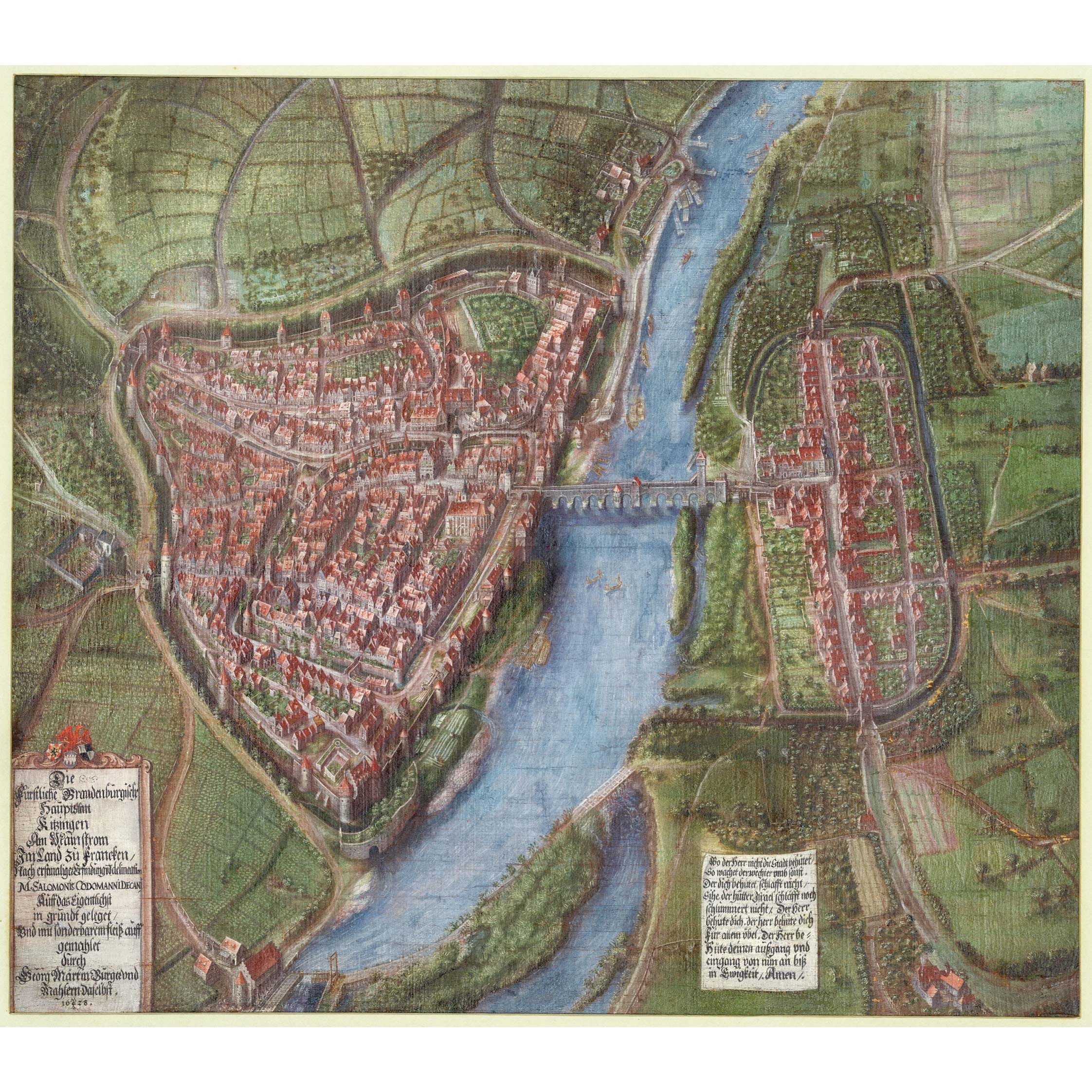
Vogelschauansicht von Kitzingen im Jahr 1628, Etwashausen auf der rechten Mainseite

Um 1450 ordneten die Markgrafen von Brandenburg-Ansbach den Bau der Etwashäuser Befestigung an. Hierzu griffen sie nicht, wie in Kitzingen, in die Bausubstanz ein, sondern umfassten das in Nord-Süd-Richtung angelegte Straßendorf Etwashausen mit seinen Gewannfluren mit einer Ringmauer. Das dörfliche Erscheinungsbild blieb erhalten. Davor entstand ein Grabensystem, das den Bewohnern weiteren Schutz bot. Auf den Bau von Türmen innerhalb der Ringmauer wurde verzichtet, die Anlage war weniger repräsentativ und bot zugleich auch weniger Sicherheit als die in Kitzingen.
Beim Bau waren vier bzw. fünf Tore geplant. Dies war ein Hinweis auf die Bedeutung Etwashausens als Sammelpunkt der eigentlich für Kitzingen bestimmten Waren. Über Etwashausen erreichte der Handel aus dem Nordosten (Bamberg) bzw. Südosten (Nürnberg) die Weinhandelsstadt Kitzingen. Das Maintor auf der Mainbrücke diente vor dem Erreichen von Kitzingen der Zollabfertigung der ankommenden Waren.
Der Kitzinger Stadtarchivar Ernst Kemmeter vermutete, dass die Etwashäuser Ortsbefestigung in bestimmten Abschnitten nur aus Zäunen und Hecken bestand, die Angreifer abwehren sollten. Die Tore hatten als Orte der Verkehrsüberwachung und als Zollstellen eine größere Bedeutung. Während die Ringmauer bereits im 18. Jahrhundert verschwand, wartete man mit dem Abriss der Tore an der Nord-Süd-Achse bis in die 1860er Jahre. Mit dem Verschwinden des Schwarzacher und des Mainbernheimer Tores hatte der Ort bessere Zugänge. Von der Ummauerung haben sich nur kleinere Überreste erhalten, sie werden vom Bayerischen Landesamt für Denkmalpflege als Baudenkmäler geführt. Untertägige Reste der Befestigung sind als Bodendenkmäler registriert.

## Tore

### Mainbernheimer Tor/Kreuztor
Das Mainbernheimer Tor war der südliche Zugang zum Dorf. Der Name der Durchfahrtsstraße, Mainbernheimer Straße, erinnert daran. Von dort gelangte der Verkehr auf der sogenannten Goldenen Straße von Nürnberg kommend nach Etwashausen und weiter nach Kitzingen. In der Chronik des Friedrich Bernbeck ist das Tor mit einem „feinen viereckigen Turm“ beschrieben. Das Tor entstand wohl im 15. Jahrhundert und war noch 1758 auf einer Vedute des Künstlers Lorenz Schmidt eingezeichnet. Man erkennt es auch auf einer Darstellung Kitzingens von Joseph Walter aus dem Jahr 1857.
Das Tor hatte wohl drei Geschosse, die oberen Stockwerke waren noch im 17. Jahrhundert von außen über die Stadtmauer zu erreichen. Oberhalb einer rundbogigen Durchfahrt erhob sich ein Turm aus Bruchsteinmauerwerk, der wohl von einigen Schießscharten und kleineren Fenstern belichtet wurde.  Der Turm schloss mit einem Walmdach traufständig zur Straße hin ab. Ein Zwerchhaus zeigte an, dass das Tor in Friedenszeiten bewohnt wurde. 49° 44′ 19,1″ N, 10° 10′ 11,4″ O

### Großlangheimer Tor/Berbingstor

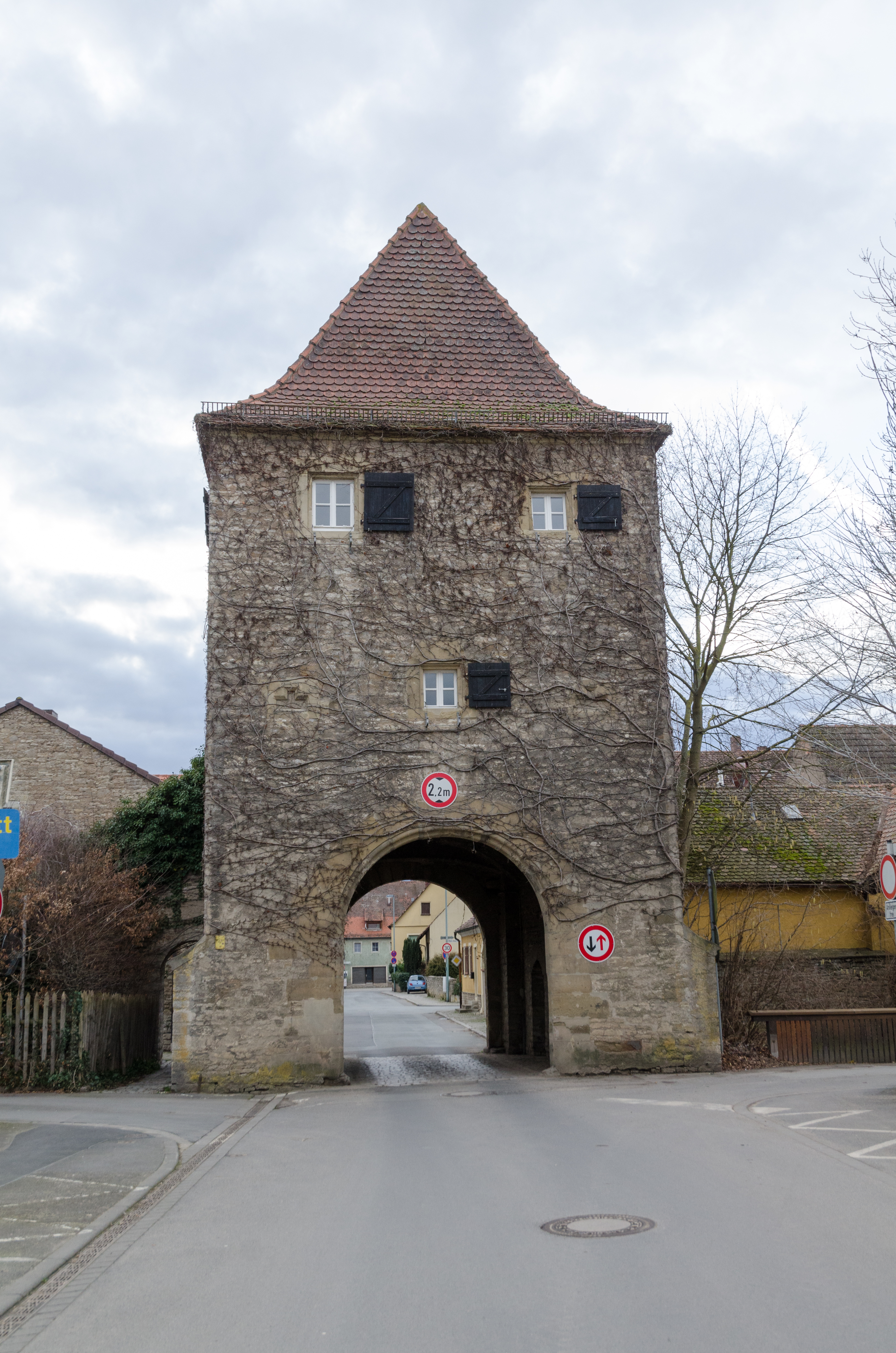
Ortsabgewandte Seite des Großlangheimer Tores

Das Großlangheimer Tor (auch Langheimer Tor, Berbingstor) besteht als einziges der Etwashäuser Ortsbefestigung noch. Es bildete deren östlichen Abschluss. Der Name Berbingstor leitete sich von einer Familie Berbing ab, der viele Güter vor dem Tor gehörten. Die Benennung nach dem angrenzenden Nachbarort (Groß-)Langheim ersetzte später den  Namen. Das Tor entstand bereits mit dem Ausbau der Befestigung im 15. Jahrhundert. Ihr heutiges Aussehen erhielt es im Jahr 1595, deshalb kam auch die Bezeichnung Neues Tor auf.
Das Langheimer Tor wurde im Siebenjährigen Krieg von den preußischen Truppen zerstört oder stark beschädigt. Der Turm gelangte nach dem Ende des Alten Reiches im 19. Jahrhundert an Privatpersonen, die ihn als Wohnhaus nutzten. 1917 erwarb der Magistrat der Stadt Kitzingen den Turm für 400 Mark. Dadurch wurde das Tor vor dem sicheren Abriss bewahrt. Das Tor ist ein dreigeschossiger Rechteckbau. Über einer rundbogigen Zufahrt hängt ein Wappenstein mit der Jahreszahl „1565“. Die Obergeschosse sind mit kleinen Rechteckfenstern belichtet und werden über eine überdachte Holztreppe erreicht. Der Turm schließt mit einem Pyramidendach ab. 49° 44′ 26,2″ N, 10° 10′ 14,4″ O

### Schwarzacher Tor/Peterstor
Das Schwarzacher Tor (auch Peterstor) befand sich im Etwashäuser Norden. Der Name verweist auf Stadtschwarzach weiter im Norden bzw. die Abtei Münsterschwarzach. Dort erreichte der Verkehr, von Bamberg kommend, das Dorf. Gegenwärtig verläuft dort die Schwarzacher Straße. Der Alternativname Peterstor ist ein Hinweis auf den heiligen Petrus. Das Tor lag in geringer Entfernung zur davor an einem Friedhof gelegenen Pfarrkirche, die dem Apostel geweiht war.
Das Schwarzacher Tor entstand im Jahr 1476 und ist damit das älteste nachweisbare Tor der Befestigung. Es war mit einem Turm mit rechteckigem Grundriss überbaut, der in der Stadtbeschreibung Kitzingens von Friedrich Bernbeck als qualitativ besonders hochwertig beschrieben wird. Das Erscheinungsbild ähnelte dem Mainbernheimer Tor: Oberhalb einer rundbogigen Tordurchfahrt erhoben sich drei Turmgeschosse, ein ziegelgedecktes Walmdach bildete den Abschluss. Im Jahr 1892 wurde das Schwarzacher Tor als eines der letzten Tore der Befestigung abgerissen. 49° 44′ 35,2″ N, 10° 10′ 2,9″ O

### Maintor
Das Maintor (auch äußeres Brückentor) lag nur wenige Meter vom inneren Brückentor auf der Kitzinger Mainseite an der rechtsmainischen Auffahrt zur Alten Mainbrücke. Von Etwashausen aus betrat man die Brücke über einen hölzernen Aufbau und erreichte nach zwei Jochen das äußere Brückentor, das die Gemarkungsgrenze der Stadt Kitzingen bildete. Deshalb wurde es auf Kitzinger Seite auch äußeres Brückentor genannt. Das Maintor bestand lange Zeit lediglich aus einer (wohl rundbogigen) Tordurchfahrt, die 1467 vom Rat der Stadt Kitzingen mit einem Brückenwärterhaus ergänzt wurde. Dahinter erhob sich noch im Jahr 1628 ein Turm auf der Brücke, der im 18. Jahrhundert verschwand.
Im Jahr 1700 ließ der Würzburger Fürstbischof Karl Philipp von Greiffenclau zu Vollrads das Maintor erneuern. Er ließ den Torbogen um einen Architrav erhöhen, auf dem ein barockes Rechteck ruhte. Den Torbogen überragten das Wappen des Fürstbischofs und mehrere plastische Figuren von Kriegern in antikisierender Tracht. Das äußere Brückentor wurde im Jahr 1891 abgerissen, als man die Mainbrücke erweiterte. 49° 44′ 27″ N, 10° 9′ 59,6″ O

### Kanteltor
Das Kanteltor war vermutlich lediglich eine Pforte für die Etwashäuser Bevölkerung innerhalb der Ringmauer zur Verbindung mit dem Mainufer. Die Namensherkunft des Turmes ist unbekannt. Das Kanteltor wurde bereits in der Vormoderne zugemauert, sodass es in der Stadtansicht von 1628 nicht mehr erkennbar ist. Wahrscheinlich bestand dort kein Torturm, es handelte sich wohl nur um eine rundbogige Tordurchfahrt. 49° 44′ 29,9″ N, 10° 10′ 0″ O

## Weitere erhaltene Reste
Von der Ringmauer hat sich nur ein Rest im Norden des Dorfes an der Schwarzacher Straße erhalten. Dieser Teil der Befestigung wurde im 15. Jahrhundert in Bruchsteinbauweise errichtet. Einzelne Schießscharten sind erhalten geblieben. Die Mauer wurde gekürzt und ist mit einem steinernen Abschluss als Schutz vor Witterungseinflüssen versehen. 49° 44′ 34,7″ N, 10° 10′ 1,3″ O